# Orsula

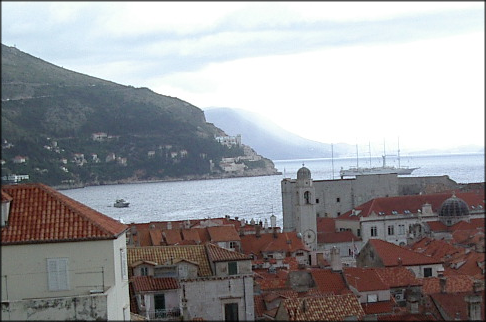
Punta Orsula (Ursula)

Orsula (Ursula) és el nom de la punta o cap que marca l'extrem oriental de la ciutat de Dubrovnik a Croàcia. A 18 kilòmetres a l'est hi ha Cavtat amb l'aeroport que dona servei a Dubrovnik. A la vora de la punta, cap a l'oest, hi ha el barri de Sveti Jakov.